# Nederlandse Fotovakschool
De Nederlandse Fotovakschool, ook wel aangeduid als “Fotovakschool”, is een van de faculteiten van de Nederlandse Academie voor Beeldcreatie. De andere faculteiten zijn de Dutch Filmers Academy en de Amsterdam Film School. De academie heeft vier vestigingen in Nederland, namelijk in Apeldoorn (hoofdvestiging), Amsterdam, Rotterdam en Eindhoven.
De Nederlandse Fotovakschool leidt studenten op tot professioneel fotograaf en beeldcommunicatiespecialist. Het is de enige particuliere hogeschool in Nederland met erkende en geaccrediteerde fotografie-opleidingen. Het biedt opleidingen op alle niveaus, van middelbaar beroepsonderwijs en hoger beroepsonderwijs tot volwasseneneducatie.

## Geschiedenis
De Nederlandse Fotovakschool is het oudste opleidingsinstituut voor beroepsfotografie in Nederland. De stichting "De Nederlandse Fotovakschool" werd in 1940 opgericht vanuit de brancheorganisaties voor fotografie. De in Den Haag gevestigde stichting organiseerde aanvankelijk vooral schriftelijke cursussen en examens. Rond 1950 ontstond de behoefte om ook volledig vakonderwijs te kunnen aanbieden. Dit resulteerde in 1953 in een vierjarige avondopleiding, en per 1957 kwam daar een driejarige dagopleiding bij. De opleidingen werden eerst gegeven in een provisorisch onderkomen aan de Haagse Nobelstraat. In november 1968 opende Prins Bernhard het nieuwe gebouw aan de Tarwekamp, eveneens in Den Haag.
De school was tot de afschaffing van de vestigingswet begin jaren negentig een instituut om op te leiden tot het vereiste diploma vanvakbekwaamheid. Vanuit deze achtergrond verzorgt de school praktijkgerichte brancheopleidingen voor fotografie.
Door de opkomst van digitale fotografie en de daarmee samenhangende integratie van fotografie en nieuwe media, beschikt de Nederlandse Fotovakschool sinds 2003 naast mbo-opleidingen eveneens over opleidingen op hbo-niveau. Sinds 2010 is de Nederlandse Fotovakschool een erkende mbo-niveau 4 opleider en sinds 2014 is de Nederlandse Fotovakschool tevens geaccrediteerd door de NVAO, Ministerie van OCW en aangesloten bij DUO (studiefinanciering en ov-jaarkaart). In juni 2018 is de Nederlandse Fotovakschool een faculteit geworden van de Nederlandse Academie voor Beeldcreatie.
De locaties te Boxtel en Venlo werden in 2019 gesloten. In Eindhoven werd een nieuwe vestiging geopend onder de naam Nederlandse Academie voor Beeldcreatie.
In 2019 kwam er kritiek op de kwaliteit van het onderwijs: dit zou niet altijd op het gewenste niveau zijn. Ook administratieve problemen en het relatief grote aantal zzp-ers zorgden voor klachten onder studenten en personeel.

## Keurmerk
De Nederlandse Fotovakschool is aangesloten bij de NRTO (Nederlandse Raad voor Training en Opleiding) en is wettelijk geaccrediteerd door de NVAO en onderwijsinspectie.

## Nevenvestiging
In 2008 werd in Venlo een nevenvestiging geopend in het pand van de voormalige Duitse School. De vestiging in Venlo wou daarmee plaats bieden aan 500 studenten.
Na de zomervakantie van 2019 werd de Venlose vestiging, net als die in Boxtel, opgeheven. Sindsdien moeten de studenten naar Eindhoven waar de opleidingen zijn geïmplementeerd in de nieuw opgerichte Nederlandse Academie voor Beeldcreatie.

## Bekende oud-studenten
- David van Dam
- Marvel Harris
- Nathan Mooij
- Erwin Olaf
- Sven Scholten
- Mariëlle van Uitert
- Sander Veeneman